# Agdistis facetus
Agdistis facetus is een vlinder uit de familie vedermotten (Pterophoridae). De wetenschappelijke naam van deze soort is voor het eerst geldig gepubliceerd in 1969 door Bigot.
De soort komt voor in het Afrotropisch gebied.

## Type
- holotype: "male. 20.xi.1933, leg. C. Seydel"
- instituut: RMCA, Tervuren, België
- typelocatie: "Democratic Republic of Congo, Katanga"

1. ↑  Bigot, L. 1969: Les Lépidoptères Pterophoridae du musée royal de l'Afrique centrale, à Tervuren. Revue de Zoologie et Botanique Africaines 79 (1–2): 165–206.